# نبردناو پوتمکین
ناو جنگی پوتیومکین
ناو جنگی پوتیومکین (به روسی: Князь Потёмкин-Таврический) یکی از شناخته‌شده‌ترین کشتی‌های جنگی در تاریخ امپراتوری روسیه است. شهرت اصلی آن نه به دلیل ویژگی‌های فنی یا موفقیت‌های نظامی، بلکه به سبب شورش خدمه‌اش در سال ۱۹۰۵ است که به نمادی از مقاومت انقلابی علیه سلطنت تزاری تبدیل شد. این رویداد بعدها در قالب فیلم مشهور «رزم‌ناو پوتیومکین» توسط سرگئی آیزنشتاین جاودانه شد.

## ۱. پیش‌زمینه ساخت و طراحی
ناو پوتیومکین با نام کامل کنیاز پوتیومکین تاوریچسکی (به معنی شاهزاده پوتیومکین تاوریدا)، در اواخر قرن نوزدهم برای ناوگان دریای سیاه روسیه ساخته شد. نام آن برگرفته از گریگوری پوتیومکین، یکی از رجال سیاسی و فرماندهان ارتش روسیه در قرن ۱۸، بود.

مشخصات فنی اولیه:
رده: پیش‌دِرِدناوت (Pre-Dreadnought battleship)
وزن کامل: حدود ۱۲٬۷۰۰ تُن
طول: ۱۱۵ متر
سرعت نهایی: حدود ۱۶ گره دریایی
تسلیحات اصلی: توپ‌های ۳۰۵ میلی‌متری (۱۲ اینچی)، توپ‌های ضد ناو سبک‌تر
خدمه: حدود ۷۰۰ نفر

## ۲. شورش ۱۹۰۵
پیش‌زمینه:
در بستر انقلاب ۱۹۰۵ روسیه، نارضایتی گسترده‌ای در میان سربازان، کارگران، و ملوانان نسبت به شرایط کاری، فساد در ارتش، و سلطه استبدادی تزاری وجود داشت. در چنین فضایی، ناآرامی‌های انقلابی حتی به نیروی دریایی نیز سرایت کرد.
وقوع شورش:
در ژوئن ۱۹۰۵، خدمهٔ پوتیومکین در بندر سواستوپل علیه افسران خود شورش کردند. در زمانیکه ملوانان به دلیل کیفیت پایین و فاسد بودن گوشت توزیعی (که پر از کرم بود) اعتراض کردند و فرماندهان کشتی تهدید به اعدام معترضان کردند.
وقایع اصلی شورش:
ملوانان فرمانده کشتی و افسران اصلی را به قتل رساندند.
کنترل کامل ناو را در اختیار گرفتند.
پرچم سرخ انقلابی را بر فراز ناو برافراشتند.
به بندر اودسا رفتند که در آن‌جا نیز اعتصابات و اعتراضات مردمی در جریان بود.
پوتیومکین چند روزی در دریای سیاه سرگردان بود و سعی در دریافت سوخت و تدارکات از بندرهای دیگر داشت.
پایان شورش:
پس از مدتی و در پی عدم پشتیبانی کافی و گرسنگی خدمه، ناو به بندر کنستانتزا در رومانی پناهنده شد. دولت رومانیایی کشتی را به روس‌ها بازگرداند و شورشیان را تبعید کرد.

## ۳. پس از شورش
تغییر نام و بازگرداندن:
پس از بازگرداندن ناو، دولت تزاری نام آن را به پانتِلِیمون تغییر داد تا نماد شورش از بین برود. کشتی به خدمت ادامه داد ولی هرگز جایگاه پیشین را در نیروی دریایی نیافت.
با این حال، خاطره شورش همچنان در ذهن مردم باقی ماند و باعث شد کشتی از نظر روانی و سیاسی دیگر همان اعتبار پیشین را در ارتش نداشته باشد. حتی تلاش‌هایی برای ازکاراندازی کامل یا تغییر مأموریت آن نیز مطرح شد، اما به دلایل مالی و عملیاتی، این اتفاق نیفتاد.
نقش در جنگ جهانی اول
در طول جنگ جهانی اول، پانتِلیمون (پوتیومکین سابق) همچنان در عملیات‌های دریایی علیه نیروی دریایی امپراتوری عثمانی در دریای سیاه مشارکت داشت. با وجود کهولت نسبی، این ناو همچنان از لحاظ قدرت آتش سنگین و زره مستحکم، توان رقابت در نبردهای دریایی محدود آن منطقه را داشت.
در سال ۱۹۱۷، هم‌زمان با سقوط نظام تزاری و انقلاب فوریه، کشتی مجدداً دستخوش ناآرامی سیاسی شد. در این دوران نام آن بار دیگر به پوتیومکین-تاوریدا بازگردانده شد و تحت کنترل کمیته‌های انقلابی ملوانان درآمد. با پیروزی بلشویک‌ها در اکتبر همان سال، کشتی تحت اختیار حکومت شوروی درآمد.
پایان خدمت و اوراق
در اواخر دهه ۱۹۲۰، با پیشرفت فناوری دریایی و ساخت ناوهای مدرن‌تر، کشتی پوتیومکین عملاً از خدمت خارج شد. زوال ساختاری، هزینه نگهداری بالا و عدم انطباق با استانداردهای جدید جنگ دریایی باعث شد تصمیم به اوراق کردن آن گرفته شود. این روند از سال ۱۹۲۳ آغاز و تا ۱۹۲۵ تکمیل شد.

## ۴. میراث فرهنگی و تاثیرات سیاسی
فیلم «رزم‌ناو پوتیومکین»
در سال ۱۹۲۵، سرگئی آیزنشتاین، یکی از پیشگامان سینمای شوروی، فیلم مشهور خود «رزم‌ناو پوتیومکین» را ساخت که به‌طور مستقیم بر اساس روایت تاریخی شورش سال ۱۹۰۵ ساخته شده بود. این فیلم نه تنها یکی از آثار مهم تاریخ سینما محسوب می‌شود، بلکه به ابزار مهمی برای تبلیغات بلشویکی و تأیید حقانیت انقلاب بدل شد.
سکانس پله‌های اودسا، که در آن سربازان تزاری مردم را در خیابان سرکوب می‌کنند، از مشهورترین صحنه‌های تاریخ سینما است، حتی اگر در واقعیت رخ نداده باشد.
نماد شورش و مقاومت
شورش پوتیومکین به‌عنوان نخستین اعتراض گسترده نظامی علیه رژیم تزاری، در حافظهٔ جمعی انقلاب روسیه جایگاهی ویژه دارد. حکومت شوروی از این واقعه بهره‌برداری گسترده‌ای در جهت تقویت گفتمان مقاومت مردمی، نافرمانی مشروع و ضرورت انقلاب کرد.

## آثار هنری و ادبی
به‌جز فیلم آیزنشتاین، داستان پوتیومکین الهام‌بخش شعرها، نمایشنامه‌ها و نقاشی‌های بسیاری در ادبیات شوروی و حتی در سطح بین‌المللی شد. در بسیاری از این آثار، ملوانان پوتیومکین به‌عنوان قهرمانان آزادی‌خواه تصویر شده‌اند.

## ۵. نتیجه‌گیری
ناو جنگی پوتیومکین، اگرچه در میدان نبرد دریایی نقش کلیدی ایفا نکرد، اما به واسطه شورش معروف خدمه‌اش در سال ۱۹۰۵، به یکی از مهم‌ترین نمادهای مقاومت در برابر استبداد تزاری در تاریخ روسیه تبدیل شد. این رویداد نه‌تنها نخستین جلوه آشکار نارضایتی سیاسی در ارتش امپراتوری روسیه بود، بلکه سرآغازی بر تحولات انقلابی قرن بیستم در این کشور محسوب می‌شود.
بازتاب گسترده این شورش در هنر، ادبیات و سینمای شوروی – به‌ویژه در فیلم «رزم‌ناو پوتیومکین» اثر سرگئی آیزنشتاین – نیز نقش مؤثری در جاودانه کردن آن ایفا کرد. پوتیومکین نه‌فقط یک کشتی، بلکه نمادی از بیداری سیاسی، شهامت فردی و آغاز فروپاشی نظم کهنه تزاری بود.
به این ترتیب، میراث پوتیومکین بیش از هر ناو جنگی دیگر در تاریخ روسیه، نه در دریا بلکه در تاریخ سیاسی، فرهنگی و اجتماعی این کشور ماندگار شده است.
سرنوشت نهایی:
در طول جنگ جهانی اول همچنان در ناوگان دریای سیاه فعال بود.